# Vierstreifige Dickkopffliege
Die Vierstreifige Dickkopffliege oder Gelbfuß-Wespendickkopffliege (Conops quadrifasciatus) ist eine Art aus der Familie der Blasenkopffliegen (Conopidae).

## Merkmale
Die Vierstreifige Dickkopffliege erreicht eine Körperlänge von 8 bis 13 Millimetern. Grundfarbe der Stirn, des Hinterkopfs und des Thorax sind schwarzbraun, der Hinterleib hat eine schwarze Grundfarbe. Letzterer trägt an den ersten vier Segmenten hinten gelbe Säume, das fünfte Segment ist gelb. Das Schildchen ist ebenso schwarz. Die Fühler sind schwarz, das Gesicht ist gelb gefärbt und hat einen goldenen Schimmer, der Kiel ist braun. Der Saugrüssel ist basal bräunlich, ansonsten schwarz. Er ist etwa eineinhalb mal so lang wie der Kopf. Die Schulterbeulen am Thorax sind gelb, die Seiten des Thorax tragen glänzende Striemen. Die Beine sind gelbbraun. Das Weibchen unterscheidet sich vom Männchen durch einen schlankeren, walzigen Körperbau und durch ihre braune Theka. Man kann die Art mit der Hellen Wespendickkopffliege (Conops ceriaeformis) verwechseln, diese Art unterscheidet sich jedoch durch ihre Hinterleibszeichnung, ihre gelbbraunen Beine und die gelbbraune Theka bei den Weibchen.

## Vorkommen
Die Tiere kommen in Europa bis Sibirien und Kleinasien vor. Sie sind in Mitteleuropa weit verbreitet und stellenweise häufig. Man findet sie auf Wiesen und an Wegrändern.

## Lebensweise
Die Imagines fliegen von Juni bis September und ernähren sich von Nektar, den sie beispielsweise an Baldrian, Acker-Kratzdisteln und Dolden- und Lippenblütlern saugen. Die Larven leben als Parasitoide von Steinhummeln (Bombus lapidarius).